# Calderdale
Calderdale – dystrykt metropolitalny w hrabstwie ceremonialnym West Yorkshire w Anglii.

## Miasta
- Brighouse
- Elland
- Halifax
- Hebden Bridge
- Mytholmroyd
- Sowerby Bridge
- Todmorden

## Inne miejscowości
Bailiff Bridge, Barkisland, Blackley, Blackshaw, Boothtown, Boulder Clough, Chiserley, Clifton, Copley, Cornholme, Cragg Vale, Eastwood, Greetland, Hebden Royd, Heptonstall, Hipperholme, Holywell Green, Illingworth, King Cross, Lightcliffe, Luddenden, Luddenden Foot, Mankinholes, Midgley, Mixenden, Norland, Northowram, Norwood Green, Ogden, Old Town, Ovenden, Portsmouth, Rastrick, Ripponden, Rishworth, Shelf, Shibden, Southowram, Sowerby, Sowood, Stainland, Triangle, Walsden, Warley Town, West Vale.